# Maria Dulęba

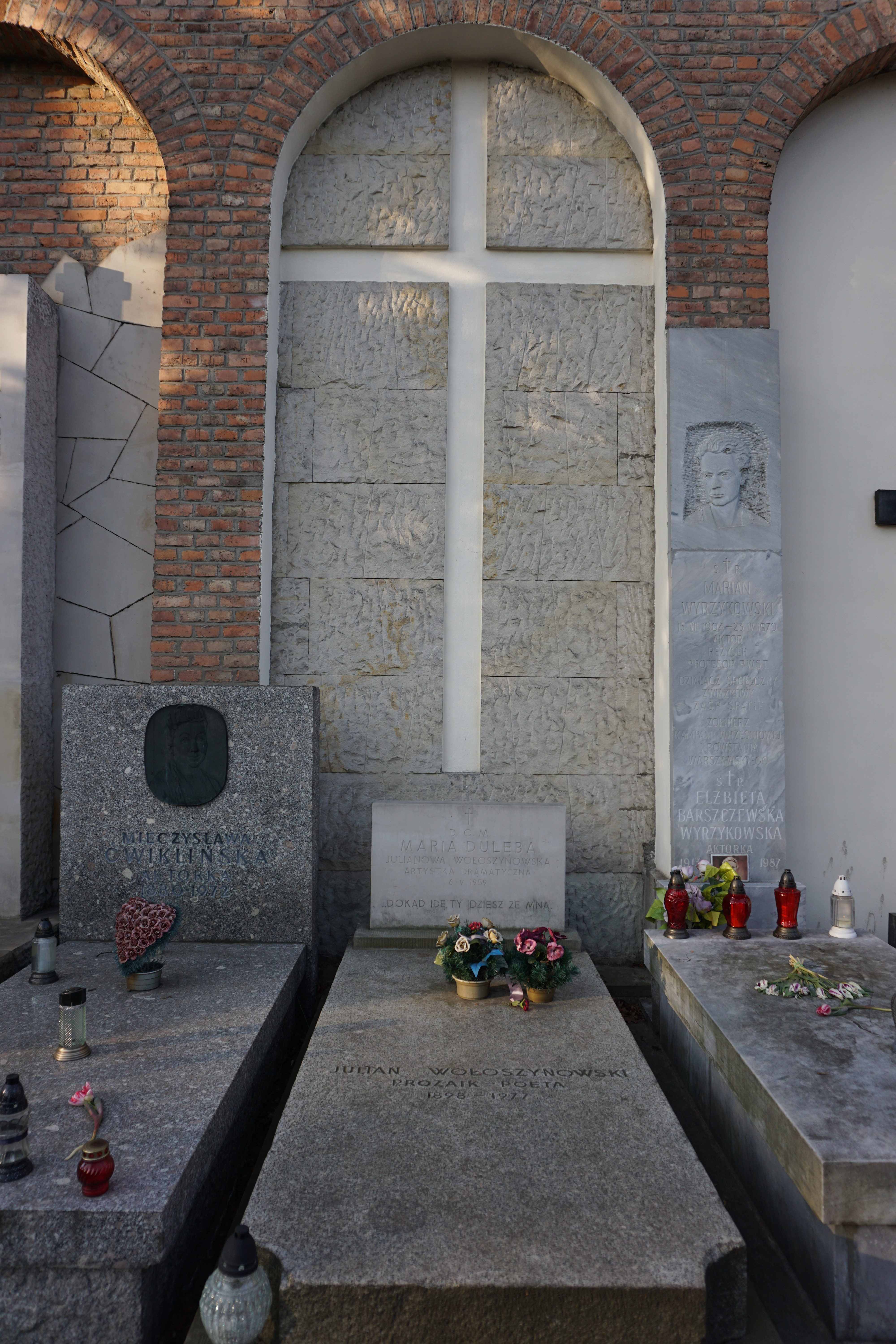
Grób Marii Dulęby i Juliana Wołoszynowskiego na cmentarzu Powązkowskim

Maria Zofia Dulęba, I. v. Piotrowska, II. v. Liefeld, III. v. Wołoszynowska (ur. 17 października 1881 w Krakowie, zm. 6 maja 1959 w Warszawie) – polska aktorka.

## Życiorys
Pochodziła z rodziny szlacheckiej pieczętującej się herbem Alabanda. Była córką Adolfa Antoniego Dulęby (1857–1926) i Michaliny Teofili z domu Seuchter I. voto Misiołek (zm. 1937). Miała brata Henryka (zm. 1961). Uczęszczała do żeńskiego gimnazjum. Debiutowała w 1902 w krakowskim Teatrze Miejskim jako Sylwetta w Romantycznych Rostanda. Od 1906 grała w teatrach warszawskich, m.in. w Polskim (1913–1918 i 1947–1959), Reducie (1919–1921), Rozmaitości, Narodowym (1924–1939). Na jej dorobek artystyczny złożyło się ponad 300 ról teatralnych i 14 ról filmowych.
W 1920 pracowała w świetlicach oraz w teatrach żołnierskich na froncie wojny polsko-bolszewickiej.
Była także pedagogiem. W sezonie 1929/30 uczyła gry scenicznej w Oddziale Dramatycznym Państwowego Konserwatorium Muzycznego w Warszawie, w 1936–1939 wykładała w Państwowym Instytucie Sztuki Teatralnej, w 1945–1947 w Studium Dramatycznym przy Starym Teatrze w Krakowie, w 1947–1952 w Państwowej Wyższej Szkole Aktorskiej (potem PWST) w Warszawie.
Podczas okupacji niemieckiej pracowała jako kelnerka w restauracji „Arina” przy ul. Mazowieckiej 5, mimo wielu propozycji, nie zdecydowała się na występy w warszawskich teatrach jawnych.
W 1955 otrzymała Nagrodę Państwową I stopnia „za całość działalności aktorskiej”.
Była trzykrotnie zamężna. Pierwszym jej mężem był dziennikarz Jan Piotrowski, drugim – inż. Henryk Liefeldt, trzecim – pisarz Julian Wołoszynowski.
Zmarła w Warszawie, pochowana została na cmentarzu Powązkowskim (kwatera Aleja Zasłużonych-1-97).

## Filmografia
- 1911: Meir Ezofowicz jako Młoda karaitka Gołda
- 1912: Przesądy jako hrabianka Lidia
- 1913: Wykolejeni jako Władka
- 1913: Obrona Częstochowy jako Oleńka Billewiczówna
- 1914: Słodycz grzechu jako Dora
- 1914: Bóg wojny jako Maria Walewska
- 1917: Bestia jako Sonia
- 1918: Mężczyzna jako Maria, siostra Borowskiego
- 1921: Za winy brata jako Helena Korycka
- 1924: O czym się nie mówi jako Gwozdecka
- 1933: Dzieje grzechu jako matka
- 1939/1941: Żona i nie żona

## Ordery i odznaczenia
- Order Sztandaru Pracy II klasy (22 lipca 1949)[8]
- Złoty Krzyż Zasługi (dwukrotnie: 9 listopada 1932[9], 13 listopada 1953[10])
- Medal 10-lecia Polski Ludowej (19 stycznia 1955)[11]